# Felipe Pedrell

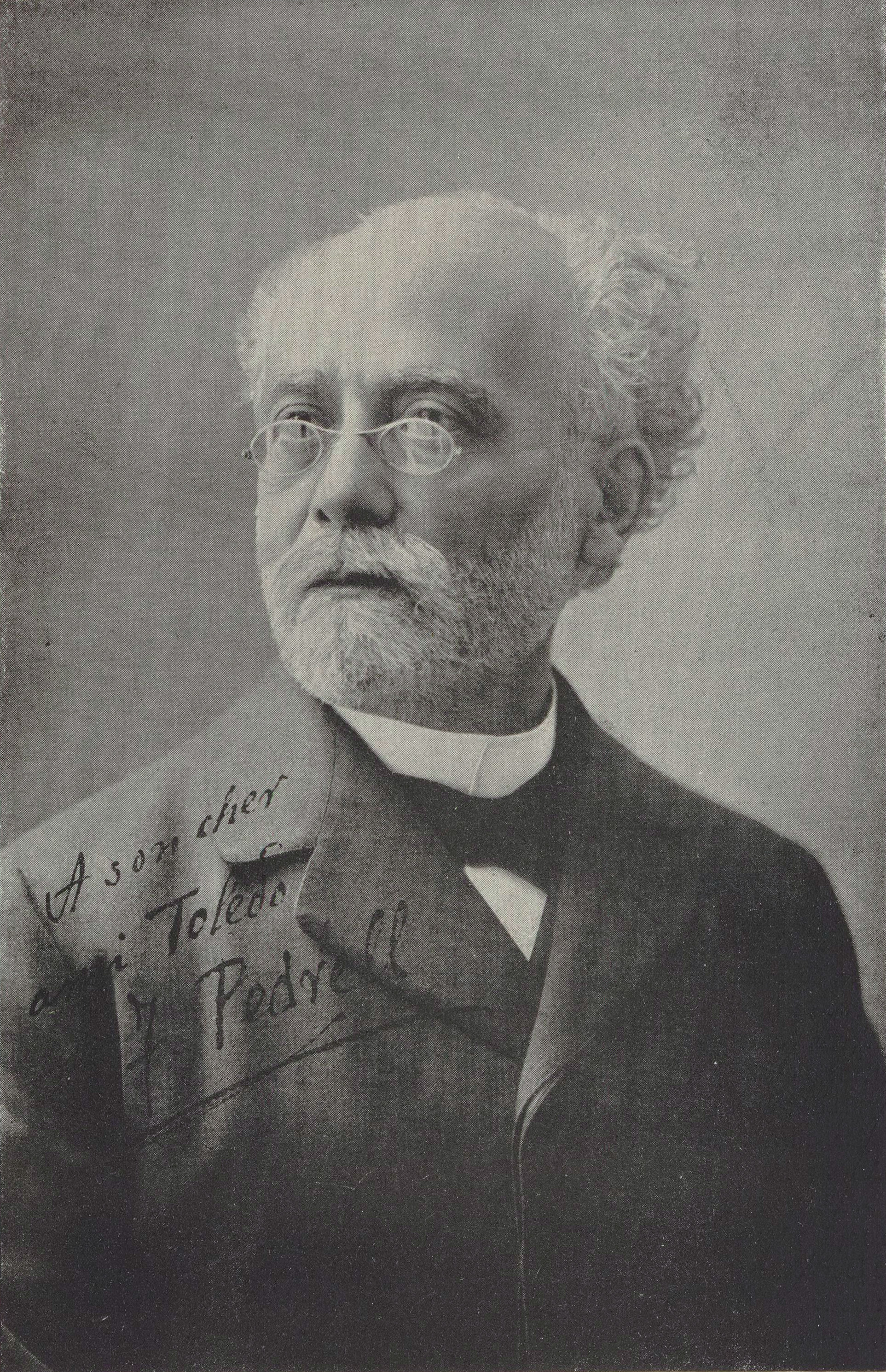
Felipe Pedrell

Felipe Pedrell Sabaté (Tortosa, 19 februari 1841 - Barcelona, 19 augustus 1922) was een Spaans componist en musicoloog.
Wat zijn muziekkennis betreft, was hij in hoofdzaak een autodidact en hij hield zich in belangrijke mate bezig met het ontginnen van de archieven, waar een schat van oude Spaanse muziek lag te verstoffen.
Zijn belangstelling hiervoor werd gewekt, toen hij via een studiebeurs de mogelijk kreeg in Rome te studeren en er aldaar met oude archieven in aanraking kwam.
Zijn eigen werk bestaat uit, zowel opera's (Los Pirineos) en zarzuela's, als uit orkest- en koorwerken, maar zijn roem dankt hij vooral aan het feit, dat hij gezien wordt, als de 'vader' van het Spaanse muzikale nationalisme en als de leermeester van Albéniz, De Falla en Granados, de grote drie, die als de grondleggers van de moderne Spaanse muziek beschouwd worden.
- Bibsys: 99020574
- Biblioteca Nacional de España: XX1004207
- Bibliothèque nationale de France: cb13754516j (data)
- Catàleg d'autoritats de noms i títols de Catalunya: 981058510046006706
- Gemeinsame Normdatei: 119352931
- International Standard Name Identifier: 0000 0000 8154 2741
- Library of Congress Control Number: n86870653
- MusicBrainz: b29d8096-e134-4127-965c-acf7ce651cbe
- Nationale Bibliotheek van Tsjechië: jn20000720220
- Nationale bibliotheek van Australië: 36528879
- Nationale Bibliotheek van Israël: 987007266448505171
- Nationale Bibliotheek van Polen: a0000003460906
- Nederlandse Thesaurus van Auteursnamen: 07267640X
- Réseau des bibliothèques de Suisse occidentale: 02-A003678457
- Istituto Centrale per il Catalogo Unico: LO1V148634
- LIBRIS: 212187
- SNAC: w62v4602
- Système universitaire de documentation: 050166417
- Trove: 1274654
- Virtual International Authority File: 74032821
- WorldCat: E39PBJkXyhBdY8rkxhjkQhMgKd